# Antrodiaetus robustus
Antrodiaetus robustus är en spindelart som först beskrevs av Simon 1891.  Antrodiaetus robustus ingår i släktet Antrodiaetus och familjen Antrodiaetidae. Inga underarter finns listade i Catalogue of Life.